# Земљотрес у Л’Аквили 2009.
Рано ујутро 6. априла 2009. године у граду Л'Аквила, регија Абруцо у Италији дошло је до земљотреса јачине 6,3 степени Рихтерове скале.

## Узроци
Главном земљотресу су претходила два мања, која су забележена претходног дана. Узрок је највероватније померање раседа у правцу север-југ на Апенинским планинама. Земљотрес се осетио у 03:32 по средњоевропском времену на дубини од 10 km у Земљиној кори. Епицентар је био на око 95 километара североисточно од главног града Италије, Рима, близу града Л'Аквила.

## Последице
Оштећено је између 3.000 и 10.000 грађевина, махом из средњег века. Неколико грађевина међу којима и цркве, срушене су до темеља. Страдало је најмање 229 особа, од чега петоро деце, а преко 1.200 људи је повређено. Око 40.000 становника остало је без крова над главом, док је 100.000 привремено расељено и евакуисано. Непознат је број људи који су нестали или су заробљени у рушевинама. Земљотрес се осетио у Риму, Умбрији, Лацију и Молизеу. Школе су затворене, људима се не саветује да куће напуштају без преке потребе, а болнице су пребукиране. Центар града Л'Аквиле је непроходан због урушених саобраћајница.